# Ektoplazma (parapsychologia)

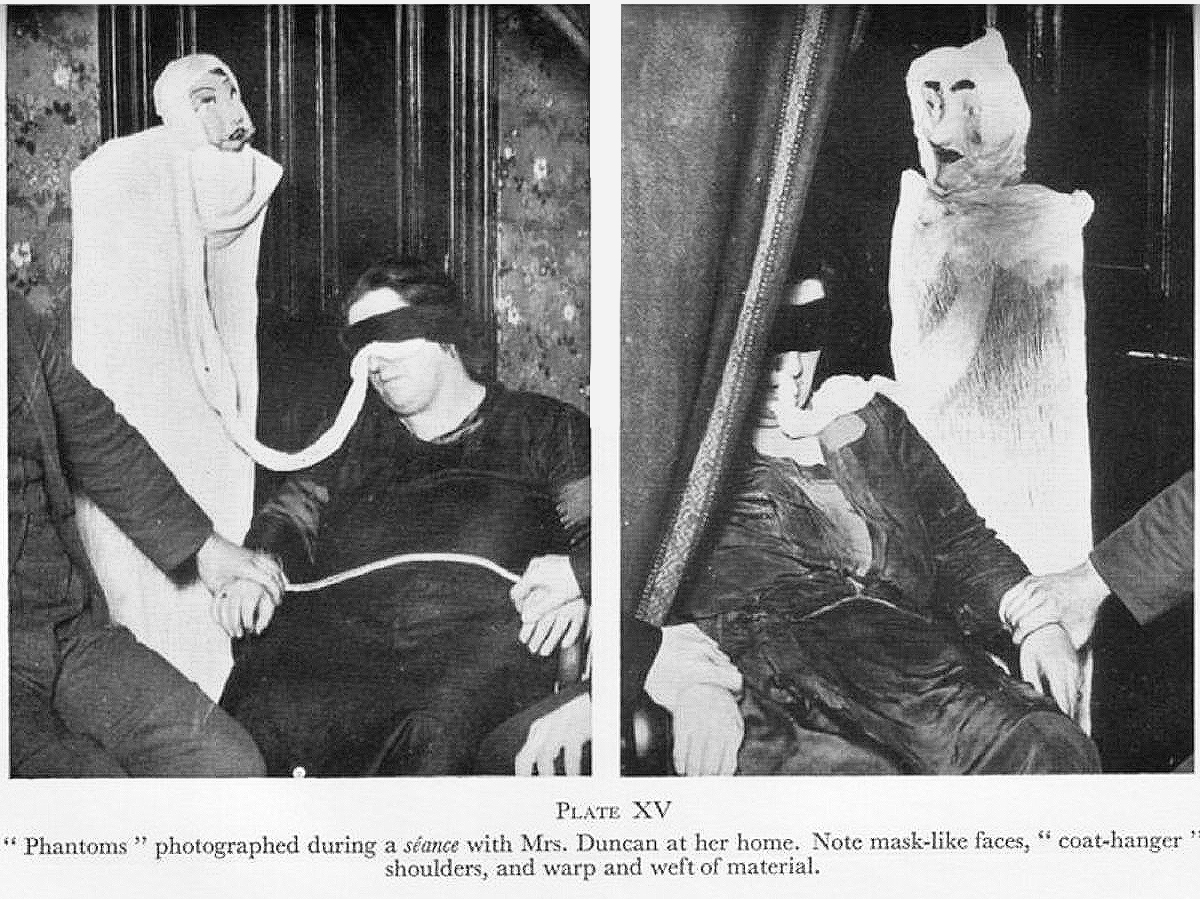
Duchy z ektoplazmy „wydzielane” przez medium Helenę Duncan

Ektoplazma – hipotetyczna forma „gęstej bio-energii”, protoplazmatyczna substancja, emitowana przez medium. Jest to galaretowata substancja, wypływająca z ciała medium. Z ust, uszu, nosa, oczu, a nawet z dolnych partii.
Według innych wyjaśnień nienaukowych jest to materiał, z którego składają się duchy. Podczas seansów spirytystycznych, ektoplazmę „wydzielały” niektóre organizmy żywe. Nie istnieją niezależne i potwierdzone naukowe badania, potwierdzające istnienie ektoplazmy. Tematyka zjawiska ektoplazmy jest chętnie wykorzystywana w kinematografii.